# Indonesia Open (badminton) de 1997
O Indonesia Open de 1997 de badminton foi realizado em Surakarta, de 16 a 20 de Julho de 1997. Foi a décima sexta edição do torneio e a premiação foi de US$200,000.

## Resultados finais
| Categoria         | Campeões                        | Finalista                          | Placar      |
| ----------------- | ------------------------------- | ---------------------------------- | ----------- |
| Simples Masculino | Ardy Wiranata                   | Marleve Mainaky                    | 15–9, 15–3  |
| Simples Feminino  | Susi Susanti                    | Meiluawati                         | 11–4, 11–5  |
| Duplas Masculinas | Candra Wijaya & Sigit Budiarto  | Yoo Yong-sung & Lee Dong-soo       | 15–9, 15–10 |
| Duplas Femininas  | Zelin Rosiana & Eliza           | Finarsih & Minarti Timur           | 15–10, 15–5 |
| Duplas Mistas     | Trikus Heryanto & Minarti Timur | Bambang Suprianto & Riseu Rosalina | 15–11, 15–6 |